# Oleg Borissowitsch Mosochin
Oleg Borissowitsch Mosochin (russisch Олег Борисович Мозохин, wiss. Transliteration Oleg Borisovič Mozochin; geb. 1956) ist ein russischer Militär, promovierter Jurist und Historiker. Er lehrt als Professor an der Akademie der Militärwissenschaften (russisch Академия военных наук), er ist Mitarbeiter des zentralen Geheimdienstarchivs des FSB und Mitglied der Gesellschaft zur Erforschung der Geschichte der Vaterländischen Geheimdienste.
Seit 1979 ist er in den staatlichen Sicherheitsbehörden tätig. Er ist Absolvent der Höheren Schule des KGB. Er beschäftigt sich seit Jahren mit dem Thema der politischen Repression in der UdSSR. Er ist Autor von verschiedenen Büchern und mehr als 40 Artikeln über die Geschichte der sowjetischen Sicherheitsdienste.
Auf seiner Website mozohin.ru werden von ihm Dokumentationsmaterialien aus dem Archiv des Präsidenten der Russischen Föderation, dem Russischen Staatsarchiv für Sozial- und Politikgeschichte (RGASPI) und dem Zentralarchiv des FSB Russlands präsentiert.
In einer Rezension seines Buches Das Recht zu repressieren [Prawo na repressi]. Außergerichtliche Vollmachten der Organe der Staatlichen Sicherheit [Wnesudebnyje polnomotschija organow gosudarstwennoi besopasnosti] (Moskau 2006) werden Oleg Mosochin von den Rezensenten Aleksei Tepljakow (Nowosibirsk) und Marc Junge (Bochum) der Versuch einer „Ehrenrettung des staatlichen Geheimdienstes seines Landes“ vorgehalten, er stehe „damit in einer Reihe ähnlicher Versuche ehemaliger Stasi-Mitarbeiter in Deutschland und ehemaliger Geheimdienstmitarbeiter in Bulgarien“.